# Йоганн Гедвіґ
Йоганн Гедвіґ (нім. Johann Hedwig; 8 грудня 1730, Кронштадт, Трансильванія — 18 лютого 1799, Лейпциг) — німецький ботанік, один з основоположників бріології.

## Біографія
Йоганн Гедвіґ закінчив Лейпцизький університет, у 1759 році отримав диплом лікаря та протягом наступних двадцяти років займався ботанікою у вільний від медичної практики час. Згодом його ботанічні праці дістали визнання, у 1789 році він зайняв кафедру професора ботаніки та пост директора Лейпцизького ботанічного саду.
Використовуючи мікроскоп, Гедвіґ спостерігав у мохів антеридій та архегоній, спороутворення та формування протонеми.
Деякі цінні спостереження Хедвіг також зробив щодо водоростей (зокрема, спірогіри).
Серед основних праць Гедвіґа — «Fundamenta historiae naturalis muscorum frondosorum» (перевидано у 1883 році), «Theoria generationis et fructificationis plantarum cryptogamicarum Linnaei» та «Abbildungen kryptogamischer Gewächse» (1787–1797, 4 томи), але основна його наукова праця, «Species Muscorum Frondosorum», була видана у 1801 році посмертно: вона містить опис майже всіх відомих на той час мохів та основи їх систематики.
У квітні 1788 він був обраний членом Лондонського королівського товариства. У 1790 році він був обраний іноземним членом Шведської королівської академії наук.

## Почесті
На честь Гедвіґа названо ботанічний журнал «Hedwigia» та рід моху Hedwigia.